# Бураміси
Бураміси (Burramyidae) — родина ссавців з когорти сумчасті (Marsupialia), підряду кускусовиді (Phalangeriformes).

## Морфологія

### Морфометрія
Довжина голови й тіла: 60-120 мм, довжина хвоста: 70-175 мм, вага: до 40 кг, найменшого виду, Cercartetus lepidus, 6-8 грам.

### Опис
Хутро м'яке, будова тіла делікатна, мають великі очі й вуха схожі на вуха мишей. Рід Cercartetus значною мірою дендрофільний. Усі представники родини мають сильний майже голий, чіпкий хвіст. Зубна формула: I 3/2, C 1/0, P 2-3/3, M 3-4/3-4 = 34-40. Бураміси характеризуються редукцією першого верхнього і другого нижнього премолярів і третім нижнім премоляром з двовістревим верхом.

## Поведінка
У харчуванні вони всеїдно-комахоїдні, але особливості харчування деяких з видів не достатньо вивчені. Бураміс малий (Burramys parvus) населяє холодні альпійські і субальпійські області і, як відомо, впадає в сплячку на тривалий період часу. На великих висотах (> 1500 м), де сніговий покрив може залишатись протягом 6 місяців, ця істота подвоює свою вагу тіла за рахунок жирових відкладень перед зимовими снігами. Сплячка триває від 2 до 7 місяців і характеризується температурою тіла близько 2 °C на термін близько 3 тижнів, з короткими нападами нормальної температури тіла. Через своє обмежене гірське місцепроживання, цей унікальний ссавець живе в кількох дуже роз'єднаних популяціях, загальною чисельністю менше 2600 особин.

## Систематика
Бураміси — включають 2 роди та 5 сучасних видів.
Родина Бураміси (Burramyidae)
- Рід Бураміс — Burramys (4 види, проте тільки один сучасний)
  - Вид Бураміс малий — Burramys parvus
- Рід Чіпкохвіст — Cercartetus
  - Вид Cercartetus caudatus
  - Вид Cercartetus concinnus
  - Вид Cercartetus lepidus
  - Вид Cercartetus nanus